# Николаевский (Новосибирская область)
Николаевский — посёлок в Кочковском районе Новосибирской области России. Входит в состав Ермаковского сельсовета.

## География
Площадь посёлка — 24 гектара.

## История
Основан в 1902 году. В 1928 году состоял из 127 хозяйств. В административном отношении являлся центром Николаевского сельсовета Кочковского района Каменского округа Сибирского края.

## Население
| 2002 | 2007 | 2010 |
| ---- | ---- | ---- |
| 103  | ↘85  | ↘51  |

По переписи 1926 г. в поселке проживало 694 человека, в том числе 362 мужчины и 331 женщины. Основное население — украинцы.

## Инфраструктура
В посёлке по данным на 2007 год отсутствует социальная инфраструктура.